# Fjällhavre
Fjällhavre (Trisetum spicatum) är en gräsart som först beskrevs av Carl von Linné, och fick sitt nu gällande namn av Karl Carl Richter. Enligt Catalogue of Life ingår Fjällhavre i släktet glanshavren och familjen gräs, men enligt Dyntaxa är tillhörigheten istället släktet glanshavren och familjen gräs. Arten är reproducerande i Sverige. Inga underarter finns listade i Catalogue of Life.

## Bildgalleri

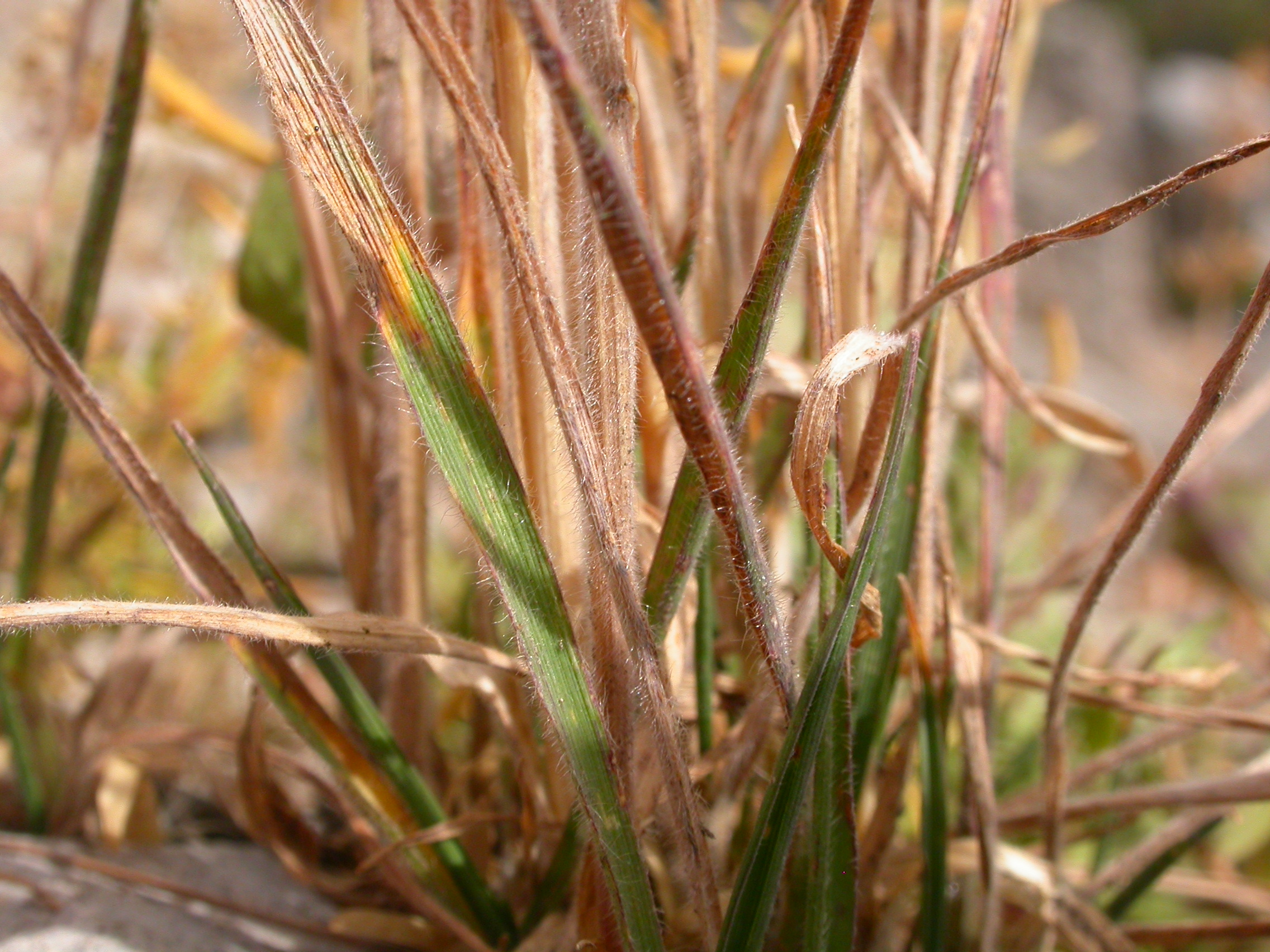
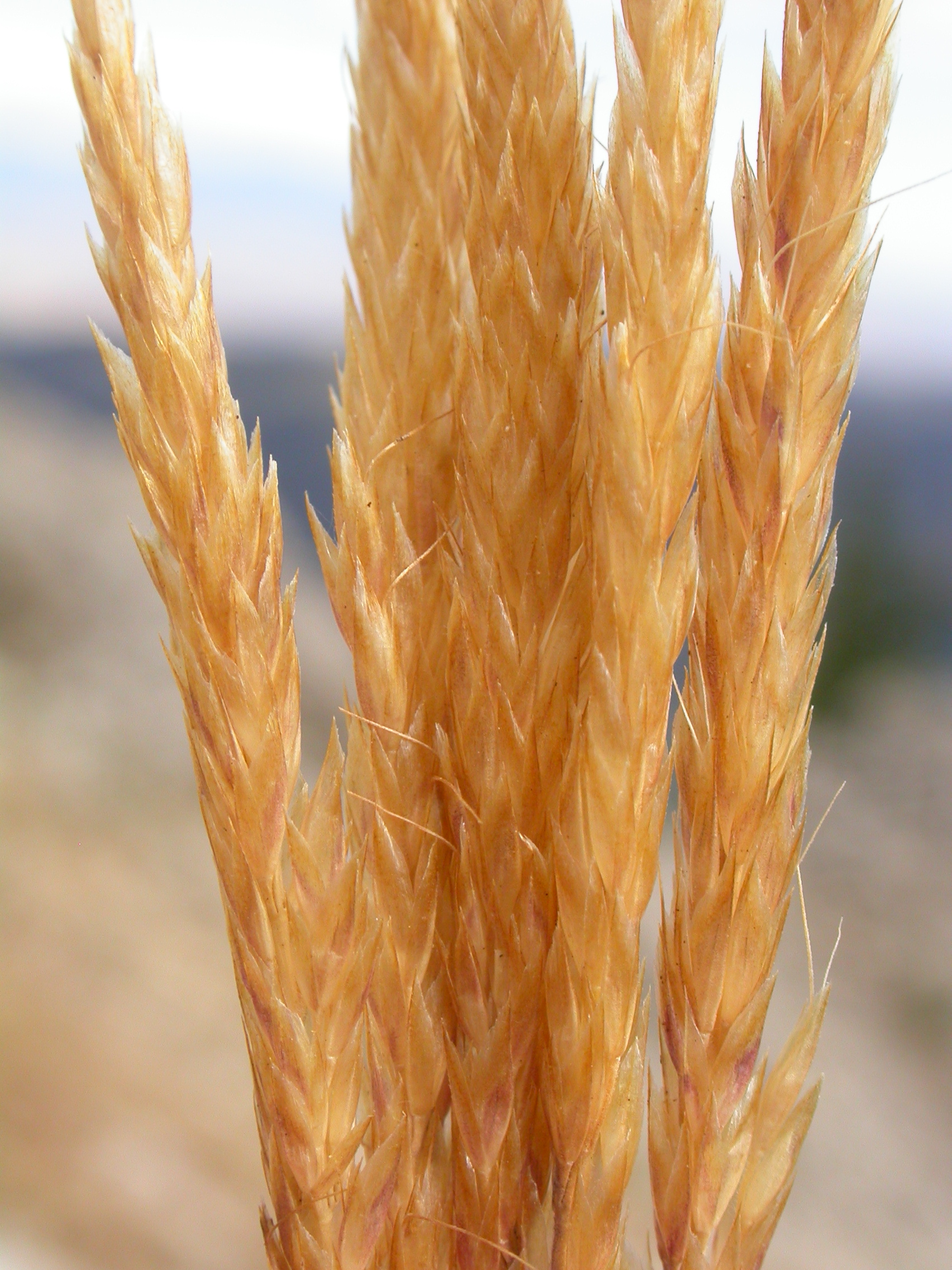
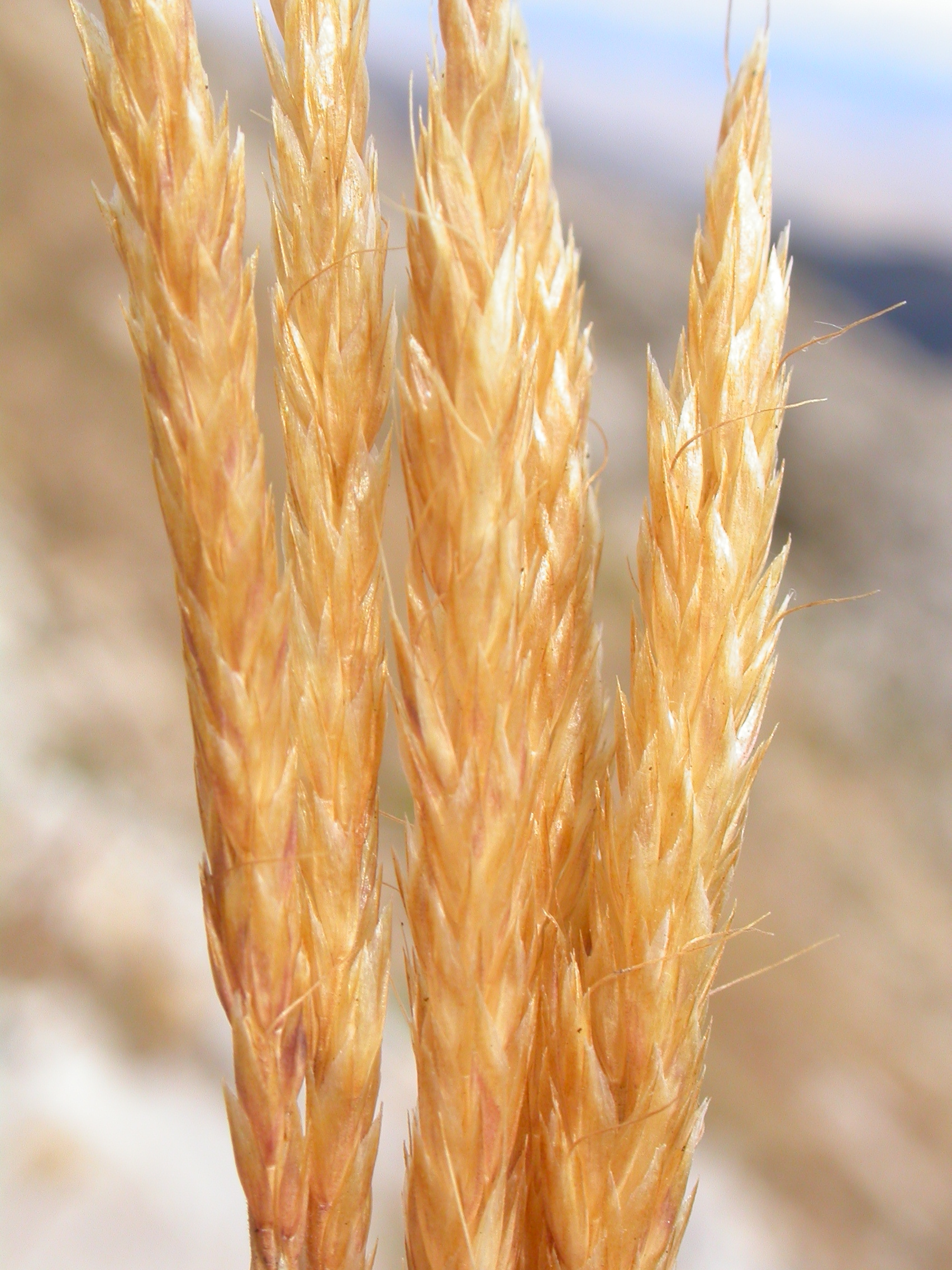